# Festival international du film de Tróia
Le Festival international du film de Tróia (en portugais Festival internacional de cinema de Tróia), ou Festroia, est un festival de cinéma se déroulant depuis 1985 à Setúbal au Portugal.
Le prix principal attribué est le Dauphin d'or. Le prix Costa azul récompense les documentaires.

## Palmarès

### Dauphin d'or
- 1985 : Cabra Marcada para Morrer de Eduardo Coutinho
- 1986 : Fool for Love de Robert Altman
- 1987 : Madrid de Basilio Martín Patino
- 1988 : En el nombre del hijo de Jorge Polaco
- 1989 : La Citadelle de Mohamed Chouikh
- 1990 : La Rose des sables de Rachid Benhadj
- 1991 : Homo Novus de Pal Erdős
- 1992 : One Full Moon de Endaf Emlyn
- 1993 : It's Better to Be Wealthy and Healthy Than Poor and Ill de Juraj Jakubisko
- 1994 : The Sacred Mound de Hrafn Gunnlaugsson
- 1995 : Madagascar de Fernando Pérez
- 1996 : Cold Fever de Friðrik Þór Friðriksson
- 1997 : Le Père de Majid Majidi
- 1998 : The Bandit de Yavuz Turgul
- 1999 : Solomon and Gaenor de Paul Morrison
- 2000 : Embuscade de Olli Saarela
- 2001 : Italian for Beginners de Lone Scherfig
- 2002 : Toutes les hôtesses de l'air vont au paradis de Daniel Burman
- 2003 : Historias mínimas de Carlos Sorín
- 2004 : Bonjour Monsieur Shlomi de Shemi Zarhin
- 2005 : Les tortues volent aussi de Bahman Ghobadi
- 2006 : What a Wonderful Place de Eyal Halfon
- 2007 : Karaula de Rajko Grlic
- 2008 : Après l'hiver (Vratné lahve) de Jan Svěrák
- 2009 : Forbidden Fruit (Kielletty hedelmä) de Dome Karukoski
- 2010 : Un chic type de Hans Petter Moland
- 2011 : Tirza de Rudolf van den Berg
- 2012 : La Parade de Srđan Dragojević
- 2013 : Alabama Monroe de Felix Van Groeningen
- 2014 : Bonté divine (Svećenikova djeca) de Vinko Brešan